# Milosav Tešić
Pour les articles homonymes, voir Tesic.
Œuvres principales
- Sedmica (1999)

Compléments
- Ancien étudiant de la Faculté de philosophie de l'université de Belgrade
- Membre de l'Académie serbe des sciences et des arts (1965)

Milosav Tešić (en serbe cyrillique : Милосав Тешић ; né le 15 novembre 1947 à Lještansko près de Bajina Bašta) est un poète et un écrivain serbe. Il est membre de l'Académie serbe des sciences et des arts.

## Biographie
Né à Lještansko près de Bajina Bašta, Milosav Tešić obtient un diplôme de la Faculté de philosophie de l'université de Belgrade.
En 2000, il est élu membre correspondant de l'Académie serbe des sciences et des arts et, en 2006, membre titulaire de cette académie.

## Œuvres
- Kupinovo, BIGZ, Belgrade, 1986.
- Ključ od kuće (La clé de la maison), Matica srpska, Novi Sad, 1991.
- Blago Božije, Vreme knjige, Belgrade, 1993.
- Prelest severa, Prosveta, Belgrade, 1995.
- Prelest severa, krug račanski, Dunavom, Prosveta, Belgrade, 1996.
- Izabrane pesme, Nolit, Belgrade, 1998.
- Krug račanski, Dunavom, Prosveta, Belgrade, 1998.
- Sedmica, Srpska književna zadruga, Belgrade, 1999.
- Bubnjalica u pčelinjaku, Gradska biblioteka Čačak, 2001.
- Mlinsko kolo, Zavod za udžbenike, Beograd, 2011.
- Najlepše pesme Milosava Tešića
- Na staništu brezovih dedova, pièces lyriques, Povelja, Kraljevo.

## Récompenses
- Prix Zmaj, 1991.
- Prix Branko Miljković, 1991.
- Prix de la critique de Borb pour le livre de l'année, 1995.
- Žička hrisovulja, 1997.
- Prix Meša Selimović, 1999.
- Prix Dis, 2001.
- Prix Zaplanjski Orfej, 2003.
- Prix Desanka Maksimović 2004.
- Prix Branko Ćopić.
- Prix Miloš Crnjanski.
- Prix de Prosveta.
- Prix de Nolit.